# Platydoras brachylecis
Platydoras brachylecis ist ein Süßwasserfisch aus der Familie der Dornwelse (Doradidae). Wie alle Dornwelse ist auch Platydoras costatus in Südamerika heimisch. Sein Verbreitungsgebiet liegt im Nordosten Brasiliens. 

## Merkmale
Platydoras brachylecis wird bis zu 21 cm lang, die Körperhöhe beträgt 19,3 bis 26,6 % der Standardlänge. Wie bei allen Platydoras-Arten ist der Kopf groß, breit und etwas abgeflacht. Die Kopflänge beträgt 26,4 bis 29 % der Standardlänge. Der vordere Rumpf ist im Querschnitt annähernd rund, von Höhe des Rückenflossenansatzes bis zur Schwanzflosse flacht er zunehmend seitlich ab. Die Bauchseite ist flach. Die 56 bis 60 vorstehenden Schuppen der mittleren Schuppenreihe auf den Körperseiten sind im Vergleich zu denen anderer Platydoras-Arten relativ kurz, worauf das Art-Epitheton brachylecis verweist (Gr.: „brachy“ = kurz, „lekis“ = Platte).
- Flossenformel: Dorsale II/6, Anale iii–iv/8–9, Pectorale I/7(8), Ventrale i/6, Caudale  i,7/8,i.

Die Grundfarbe von Platydoras brachylecis ist dunkelgrau oder dunkel graubraun, die Bauchseite ist weißlich bis gelb. Auf den Körperseiten zeigt sich ein deutlicher heller Streifen, der sich bis auf die mittleren Flossenstrahlen der Schwanzflosse erstreckt. Die Barteln sind dunkel graubraun, das Paar am Unterkiefer heller als die zwei Paare am Oberkiefer.

## Verbreitung
Platydoras brachylecis kommt im Nordosten Brasiliens vor. Sein Verbreitungsgebiet umfasst die Flusssysteme des Rio Mearim, des Rio Pindaré, des Rio Itapecuru und des Rio Parnaíba in den Bundesstaaten Maranhão, Ceará und Piauí.